# Élection législative partielle de 1964 à Saint-Pierre-et-Miquelon
Une élection législative partielle se déroule le 30 août 1964. Dans le territoire de Saint-Pierre-et-Miquelon, un député est à élire dans le cadre d'une circonscription.

## Élus
| Circonscription        | Député sortant | Parti | Parti  | Député élu ou réélu | Parti | Parti  |
| ---------------------- | -------------- | ----- | ------ | ------------------- | ----- | ------ |
| Circonscription unique | Albert Briand  |       | Divers | Albert Briand       |       | Divers |

## Résultats

### Résultats à l'échelle du territoire
|                | Divers         | 2 287 | 100,00 | 1 |  |  |
|                |                |       |        |   |  |  |
| Inscrits       | Inscrits       | 3 009 | 100,00 | 1 |  |  |
| Abstentions    | Abstentions    | 634   | 21,07  |   |  |  |
| Votants        | Votants        | 2 375 | 78,93  |   |  |  |
| Blancs et nuls | Blancs et nuls | 88    | 3,71   |   |  |  |
| Exprimés       | Exprimés       | 2 287 | 96,29  |   |  |  |

### Résultats par circonscription
| | Albert Briand sortant réélu | Sans étiquette | 1 246 | 54,48  |  |  |  |
| | Georges Blin                | Divers         | 793   | 34,67  |  |  |  |
| | Francis Leroux              | Divers         | 248   | 10,84  |  |  |  |
| |                             |                |       |        |  |  |  |
| Inscrits | Inscrits                    | Inscrits       | 3 009 | 100,00 |  |  |  |
| Abstentions | Abstentions                 | Abstentions    | 634   | 21,07  |  |  |  |
| Votants | Votants                     | Votants        | 2 375 | 78,93  |  |  |  |
| Blancs et nuls | Blancs et nuls              | Blancs et nuls | 88    | 3,71   |  |  |  |
| Exprimés | Exprimés                    | Exprimés       | 2 287 | 96,29  |  |  |  |
| Source : France, Ministère de l'intérieur. Les Elections législatives . Métropole., la Documentation française, 1967 (lire en ligne) |                             |                |       |        |  |  |  |